# جو جراجيولا الأب
جو جراجيولا الأب (بالإنجليزية: Joe Garagiola Sr.) (و. 1926 – 2016 م) هو لاعب كرة قاعدة من الولايات المتحدة الأمريكية . ولد في سانت لويس، ميزوري .
توفي في فينيكس، أريزونا .

## جوائز
حصل على جوائز منها:
- جائزة بيبودي.

## روابط خارجية
- جو جراجيولا الأب على موقع IMDb (الإنجليزية)
- جو جراجيولا الأب على موقع إن إن دي بي (الإنجليزية)
- جو جراجيولا الأب على موقع قاعدة بيانات الفيلم (الإنجليزية)
- جو جراجيولا الأب على موقعبيزبول رفرنس.كوم (الدوري الرئيسي) (الإنجليزية)
- جو جراجيولا الأب على موقعبيزبول رفرنس.كوم (الدوري الثانوي) (الإنجليزية)
- جو جراجيولا الأب على موقع مشجعي الرسوم البيانية (الإنجليزية)